# Papaverales
Ordre
Classification APG II (2003)
Classification APG III (2009)
Classification APG IV (2016)
L'ordre des Papaverales regroupe des plantes dicotylédones primitives.
En classification classique de Cronquist (1981) il comprend deux familles :
- Fumariacées (famille de la fumeterre)
- Papavéracées (famille du pavot)

Cet ordre n'existe plus dans la classification phylogénétique APG II (2003), la classification phylogénétique APG III (2009) et la classification phylogénétique APG IV (2016). Ces deux familles sont incluses dans l'ordre de Ranunculales.